# CO Korhogo
Der Club Omnisports de Korhogo, auch bekannt als CO Korhogo, ist ein ivorischer Fußballverein aus Korhogo. Aktuell spielt der Verein in der ersten  Liga des Landes, der Ligue 1.

## Erfolge
- Ivorischer Zweitligavizemeister: 2020/21  ▲

## Stadion
Der Verein trägt seine Heimspiele im Stade Municipal de Korhogo in Korhogo aus. Das Stadion hat ein Fassungsvermögen von 2000 Personen.

## Trainerchronik
| Trainer      | Nation         | von            | bis              |
| ------------ | -------------- | -------------- | ---------------- |
| Sékou Fofana | Elfenbeinküste | 2. August 2022 | 25. Oktober 2022 |